# Baldassarre Lombardi
Baldassarre Lombardi, al secolo Antonio Maria (Vimercate, 21 luglio 1718 – Roma, 2 gennaio 1802) è stato un letterato, critico letterario e religioso italiano, autore di un'edizione critica della Divina Commedia di Dante Alighieri.

## Biografia
Nato da Isidoro e Caterina Forlona a Vimercate, in Brianza, il 21 luglio 1718, entrò ancor giovane nell'ordine francescano, risiedendo in un primo tempo nel loro convento di Desio. Dal 1750 al 1763 è attestata la sua presenza a Bergamo, dove insegnò filosofia ed entrò in contrasto con Giuseppe Rota sulla natura dell'anima. Dal 25 luglio 1769 fino al 1802, anno della sua morte, fu poi trasferito a Roma come parroco di San Salvatore in Onda e come minutante presso la Congregazione di Propaganda Fidei. Fu durante il periodo romano che Baldassarre Lombardi, innamorato da sempre della Divina Commedia, decise di operare un'edizione critica completa che superasse quella operata dall'Accademia della Crusca nel 1595 e di difendere la memoria di Dante dal clima a lui poco favorevole del Secolo dei Lumi (si ricordino le invettive di Saverio Bettinelli e l'edizione della Commedia curata dal gesuita Pompeo Venturi, uscita nel 1749 a Verona).
Il lavoro (La ‘Divina Commedia’ di Dante Alighieri novamente corretta spiegata e difesa, in 3 tomi), durò anni, vide la luce nel 1791 e si basò sull'edizione curata da Martino Paolo Nibia del 1478, confrontandola con altri trenta codici del XV secolo. Benché l'edizione critica fosse deficitaria di un valido sistema filologico, come gli fece notare un altro dantista, il canonico veronese Giovanni Jacopo Dionisi, l'edizione del Lombardi è meritoria per le prospettive interpretative ed esegetiche innovative rispetto alle edizioni precedenti, rendendo la sua edizione della Commedia l'antesignana di quelle moderne. Infatti, come afferma Domenico Consoli nella sua voce dell'Enciclopedia dantesca: 
L'edizione, apprezzata da Ugo Foscolo, Ippolito Pindemonte e Vincenzo Monti, fu costantemente riedita fino alla metà dell'Ottocento, per poi declinare con la nascita della critica filologica. L'ultima edizione, infatti, risale al 1905.

## Opere
- Baldassarre Lombardi, Se sia vero che S. Agostino nel libro De quantitate animae non dubiti di mostrarsi inclinato a pensare, che una sola sia l'Anima di tutti gli uomini non in specie solo, ma in numero. Dichiarazione del P. Baldassar Lombardi min. con. Contro il parere del Sig. Giuseppe Rota Paroco del SS.mo Salvatore in Bergamo. Arricchita di osservazioni critiche intorno ad altre materie, che cadono nel discorso, Bergamo, per i Fratelli Rossi, Stampatori pubblici, 1764, SBN ANAE026596.
- Baldassarre Lombardi, La ‘Divina Commedia’ di Dante Alighieri novamente corretta spiegata e difesa, Roma, presso Antonio Fulgoni, 1791, SBN UBOE001355.
- Baldassarre Lombardi, Della sepoltura del serafico patriarca de' minori S. Francesco nella patriarcale basilica del suo nome in Assisi. Contro i dubbi del P. Flaminio Annibali da Latera minore osservante Dichiarazione del P. Baldassarre Lombardi min. conv. curato in Roma di S. Salvatore in Onda Accresciuta di ricerche sopra altri punti dell'istoria serafica, Roma, Per Arcangelo Casaletti, 1797, SBN RMSE084872.